# Simurg
Simurg (perski: سيمرغ) – mityczny ptak występujący w mitologii irańskiej i literaturze (przede wszystkim perskiej). Oprócz tego Simurg występuje w kulturze kazachskiej, kurdyjskiej, azerbejdżańskiej, armeńskiej oraz w kulturze państw leżących na terenie dawnego Cesarstwa Bizantyńskiego.  W kulturze kurdyjskiej występuje częściej pod nazwą Simir. Simurg najczęściej przedstawiany jest jako skrzydlate stworzenie z głową psa i pawim ogonem. Według mitologii irańskiej machając skrzydłami rozsypuje nasiona roślin po całym świecie. Simurg występuje między innymi w tytule debiutanckiej powieści Salmana Rushdiego Grimus (anagram od słowa Simurg) i nazwie afgańskiego klubu Simorgh Alborz F.C.. 

## Galeria

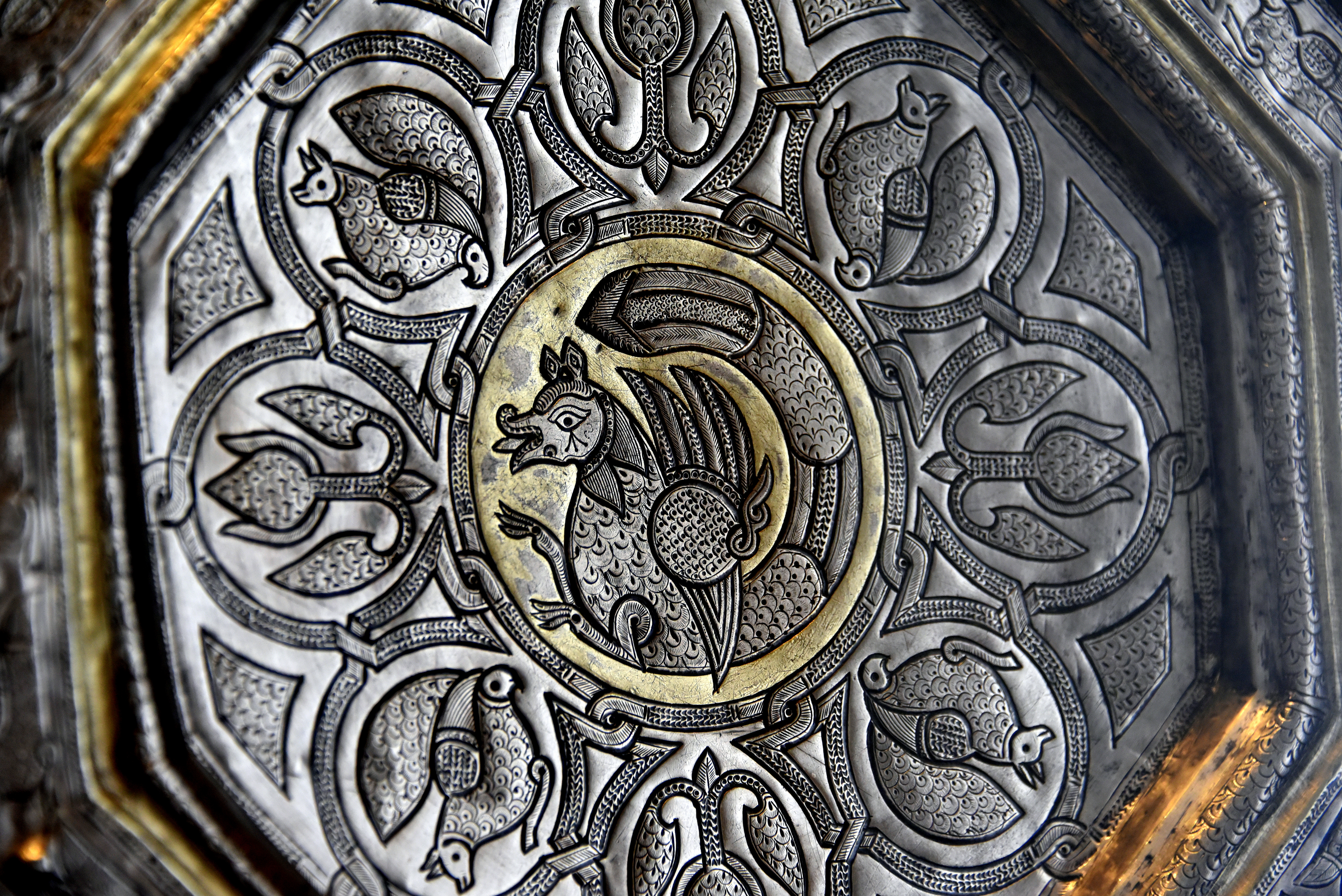
Simurg na talerzu z epoki Samanidów. IX lub X w. Museum für Islamische Kunst w Berlinie
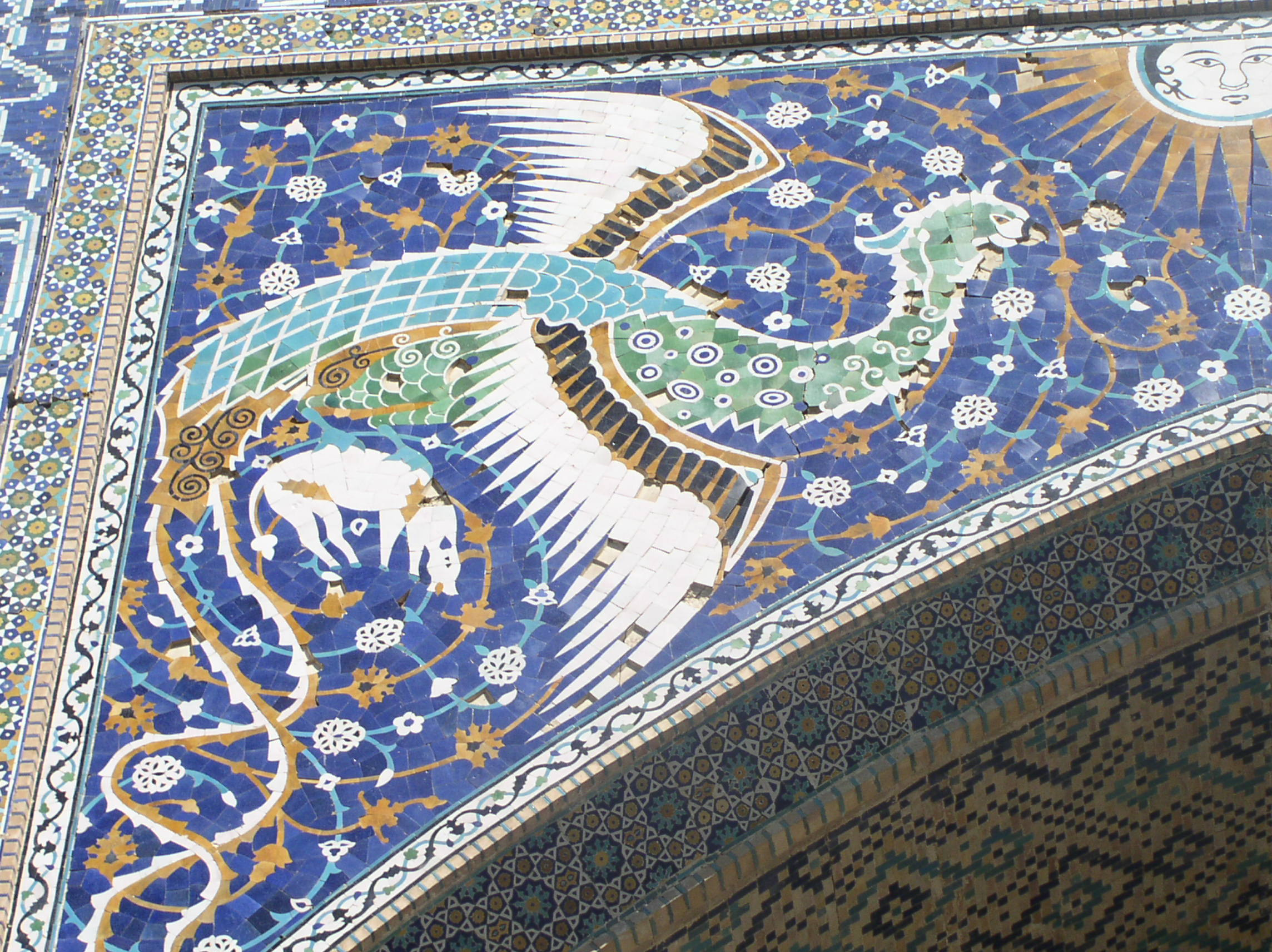
Mozaika z Simurgiem, Medresa Diwana Begiego (portal), Buchara
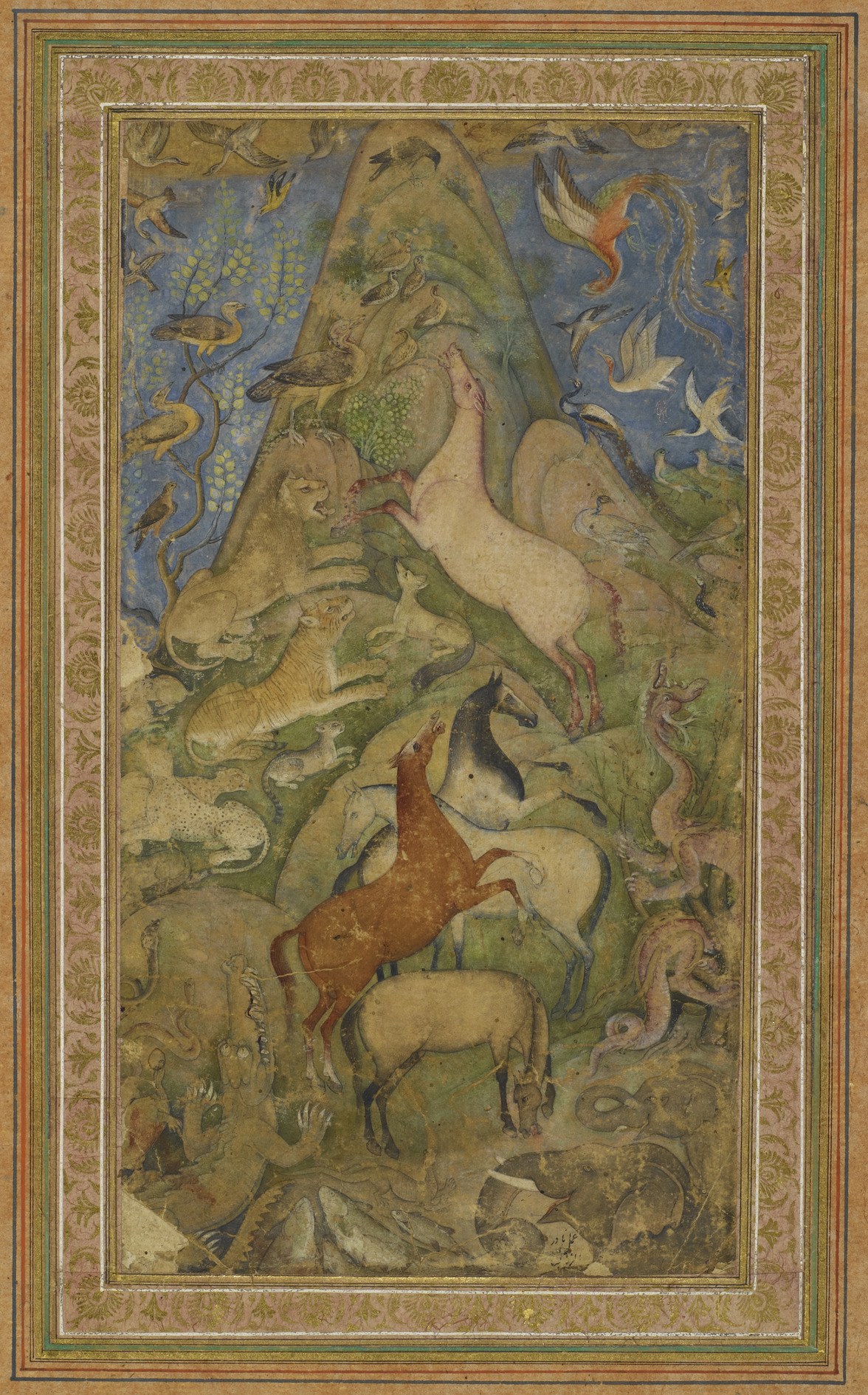
Simurg na obrazie
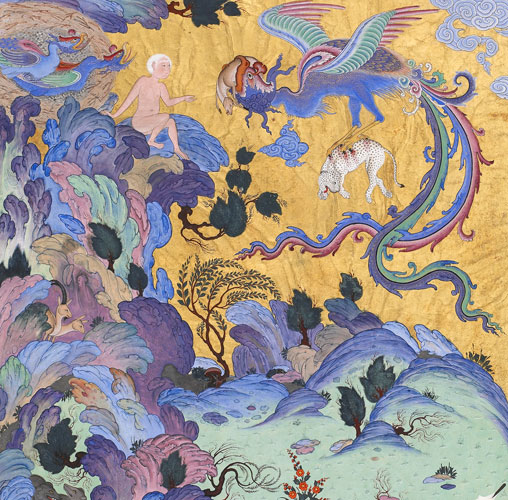
Simurg i Zal na fragmencie miniatury z Szahname szacha Tahmaspa